# Werner Jaeger
Werner Wilhelm Jaeger, född 30 juli 1888 i Lobberich, Nettetal, död 19 oktober 1961 i Boston, var en tysk filolog.
Werner Jaeger blev privatdocent i Berlin 1913, extra ordinarie professor i klassiska språk i Basel 1914 och ordinarie professor i Kiel 1915. År 1921 blev han professor i Berlin, där han som Ulrich von Wilamowitz-Moellendorff och Hermann Diels arvtagare hade en tongivande ställning inom antikforskningen, utgav Die Antike (1925–1936) och Neue philologische Untersuchungen (11 band, 1926–1937), var en av cheferna för Institut für Altertumskunde och ledare för andra centrala forskningsinstitut. Efter att ha gästföreläst i Kalifornien 1934 och i Skottland 1936 kallades Jaeger till University of Chicago 1936 och slutligen 1939 till Harvard University som professor, och chef för ett nygrundat Institute for Classical Studies. Jaeger ägnade sig i synnerhet åt textkritik jämte litteratur- och bildningshistoria. Analyserande den antika traditionen lyckades han rekonstruera Aristoteles tidiga, platoniserande skrifter och uppdra konturerna till Aristoteles filosofiska utveckling, varigenom en mångfald nya problem öppnade sig for forskningen med Studien zur Entstehungsgeschichte der Metaphysik des Aristoteles (1912) och Aristoteles. Grundlegung einer Geschichte seiner Entwicklung (1923). En liknande roll för forskningen spelade Jaegers Nemesios von Emesa (1914). Även inom patristikforskningen var Jaeger verksam genom utgåvor Gregorios av Nyssas Opera (1921 och framåt). Efter en rad, var för sig tungt vägande specialavhandlingar, bland annat Die griechische Staatsethik im Zeitalter des Platon (i Reichsgründungsfeier der Friedrich-Wilhelms-Universität zu Berlin, 1924), Solons Eunomie (1926), Platos Stellung im Aufbau der griechischen Bildung och Über Ursprung und Kreislauf des philosophischen Lebensideals (i Sitzungsberichte der Preussische Akademie der Wissenschaften. Phil.-hist. Klasse, 1928), Demosthenes (1938 på engelska, 1939 på tyska) och Diokles von Karystos. Die griechische Medizin und die Schule des Aristoteles (1938), kom Jaeger att i sin Paideia. Die Formung des griechischen Nenschen (1-2 på tyska 1934–1944, 1-3 på engelska 1939–1945) ge en totalbild av de grekiska kulturidealens utveckling från Homeros till Demostenes. Därjämte utgav Jaeger sina Giffordföreläsningar om The theology of the early Greek philosophers (1947) samt Humanism and theology (1943). Jaegers tidiga inlägg i aktuella kulturfrågor samlades i Humanistische Reden und Vorträge (1937).